# ملعب توليب
ملعب توليب ، ادار عادة باسم ملعب برج العرب الفرعي ، هو ملعب لكرة القدم في برج العرب ، الإسكندرية ، مصر . يقع بالقرب من استاد برج العرب ، ويستخدم في الغالب كملعب تدريب للفرق قبل المباريات في الملعب الرئيسي .
كما يستخدم الاستاد من قبل فاركو لاستضافة بعض مبارياتهم على أرضهم، وأحيانا من قبل المنتخب المصري لأقل من 23 عاما لاستضافة مبارياتهم الودية.
خلال موسم الدوري المصري الممتاز 2017-2017 ، استخدم نادي الرجاء من نادي مرسى مطروح ملعب توليب كأرضه لأنه لم يكن هناك ملعب مناسب في مرسى مطروح لاستضافة مباريات الدوري المصري الممتاز.